# The Key Part I
The Key Part I; The Prophecy is het debuutalbum van de Britse muziekgroep Strangers on a Train. Het album is opgenomen op diverse plaatsen in Londen en Vlissingen. Het album komt origineel uit in 1990 als The Key. Aangezien een paar jaar later The Key Part II wordt uitgegeven, wordt bij een heruitgave de oorspronkelijke titel gewijzigd in The Key Part I; The Prophecy. Het kreeg daarbij ook een nieuwe hoes. Het album is veel meer op de synthesizers gericht dan haar opvolger.

## Musici
Band:
- Tracy Hitchings – zang
- Karl Groom – gitaar, basgitaar
- Clive Nolan – toetsinstrumenten en drummachine, zang en achtergrondzang.

Met hulp van Peter Gee, baspedalen op Healing the rift en Tony Grimham, bekkens.

## Composities
Allen van Nolan:
1. Arrival (3:39)
2. Sacrifice (7:17)
3. New world (3:08)
4. Silent companion (2:26) (instrumentaal)
5. Crossing the wasteland (3:56) (instrumentaal)
6. Perchance to dream (4:30) (instrumentaal)
7. Lightshow (3:38)
8. Occans tears (8:13)
9. Losing a hold on life (3:58) (instrumentaal)
10. From the outside in (5:31)
11. Duel (4:35)(instrumentaal)
12. From the inside out (6:04)
13. Healing the rift (4:45)
14. The Key (2:47)